# 天主教正义具现全国司祭团
天主教正义具现全国司祭团（英語：Catholic Priests Association for Justice，简称CPAJ）是一个韩国天主教牧者组织，致力于在韩国实现社会正义。该组织建立于1974年9月26日，目的是对抗朴正熙军政府。 该组织会员为个人神父自愿加入，以便能将信息传递给各自的信徒。军政府统治结束后，CPAJ当前致力于半岛统一问题，环境保护，废除国家保安法以及反战运动。
1987年六月民主运动期间，CPAJ揭露了大学生朴钟哲被军政府酷刑致死的事件真相。
2007年10月，CPAJ揭露了有关三星集团的财务丑闻事件。
2008年6月30日，CPAJ参与了抗议美国牛肉进口事件，在首尔举行了烛光晚会。